# Luke Evans
Pour les articles homonymes, voir Evans et Luke Evans (homonymie).
Luke Evans [luk ˈɛvənz] est un acteur et chanteur gallois, né le 15 avril 1979 à Pontypool (pays de Galles).
Il fait ses débuts dans des productions théâtrales britanniques, avant de commencer au cinéma, enchaînant les grosses productions à Hollywood : Le Choc des Titans (2010), Robin des Bois (2010), Les Trois Mousquetaires (2011), Les Immortels (2011).
Figure montante du cinéma, il confirme cette percée avec Tamara Drewe (2010), Blitz (2011), L'Ombre du mal (2012) et No One Lives (2012).
Propulsé tête d'affiche de Dracula Untold (2014) et High-Rise (2015), il rejoint aussi des sagas cinématographiques à succès avec les blockbusters Le Hobbit : La Désolation de Smaug (2013) et Le Hobbit : La Bataille des Cinq Armées (2014) ou encore la série de films Fast and Furious (2013-2015-2017) pour les sixième, septième et huitième volets.
Désormais installé dans le paysage audiovisuel, il alterne premiers et rôles secondaires dans des productions telles que Message from the King (2016), La Fille du train (2016), La Belle et la Bête (2017), My Wonder Women (2017), Outfall (2018), Ma (2019), Murder Mystery (2019), Anna (2019).
Il connaît aussi le succès, à la télévision, en tenant la vedette des miniséries The Great Train Robbery (2013) et L'Aliéniste (2018).

## Biographie

### Jeunesse et formation
Luke George Evans est né à Pontypool (pays de Galles), mais il a grandi à Aberbargoed (en), une petite ville dans la vallée de Rhymney, Galles du Sud, enfant unique de David et Yvonne Evans, qui l'élèvent comme témoin de Jéhovah. Il quitte cette religion à l'âge de seize ans, et abandonne sa scolarité.
À l'âge de dix-sept ans, il déménage à Cardiff pour prendre des cours de chant sous la direction de Louise Ryan, le jeune Luke rêvant de participer à une comédie musicale. Pour ce faire, il étudie au London Studio Centre à Kings Cross (Londres) de 1997 à 2000.

### Carrière

#### Débuts remarqués au théâtre
Peu après l'obtention de son diplôme, il décroche ses premiers rôles pour la scène londonienne dans des comédies musicales comme Taboo ou Rent.
Il se concentre ainsi sur le théâtre pendant huit ans et, en 2008, ses prestations dans Small Change, dirigé par Peter Gill, et d'Yves Montand dans Piaf lui permettent de se faire remarquer.
Luke Evans brille dès la décennie 2000 sur les planches britanniques.
Il a joué dans le West End londonien pour de nombreuses productions de théâtres ou de spectacles musicaux tels que La Cava, Taboo, Avenue Q, et Miss Saigon et Rent d'après Puccini.

#### Percée àHollywoodet révélation

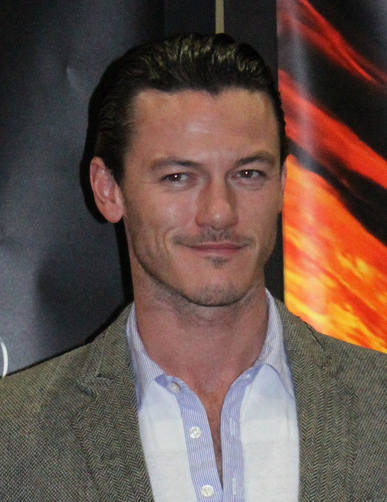
Au WonderCon 2011, pour la promotion du film Les Immortels.

Le court métrage Cowards and Monsters de Tritan Goligher (2010) le lance à l'écran et il enchaîne les tournages.
Il traverse les époques dès le biopic sur le punk Ian Dury dans Sex and Drugs and Rock'N'Roll de Mat Whitecross, réalisé en 2010 et n'arrête plus pour Flutter de Giles Borg et Blitz de Elliott Lester, tous deux sortis en 2011.
Entre-temps, il est aussi l'amour d'enfance de Gemma Arterton dans Tamara Drewe de Stephen Frears. Mais aussi l'homme de main du shérif de Nottingham face à Russell Crowe dans Robin des Bois sous la direction de Ridley Scott. Deux longs métrages commercialisés en 2010.
Il devient ensuite Aramis dans Les Trois Mousquetaires de Paul W.S. Anderson, sorti en 2011. Cette grosse production dans laquelle il évolue aux côtés de Logan Lerman, Matthew Macfadyen, Ray Stevenson, Orlando Bloom, Milla Jovovich et Christoph Waltz est cependant très mal reçue par la critique et ne fait pas d'étincelles au box-office.
Dès lors dans les petits papiers des blockbusters épiques, il incarne les dieux grecs Apollon (Le Choc des Titans de Louis Leterrier, 2010) et Zeus (Les Immortels de Tarsem Singh, 2011). Le premier met en vedette Sam Worthington, Liam Neeson et Ralph Fiennes. C'est un remake du film homonyme de 1981. Le second, produit par Universal Pictures, met en scène Henry Cavill dans le rôle de Thésée, Mickey Rourke dans celui de Hypérion et Freida Pinto en Phèdre. Il s'inspire librement de plusieurs mythes grecs, principalement de la Titanomachie et de l'affrontement entre Thésée et le Minotaure. Cette production décroche la première place du box-office à sa sortie, un succès.
En 2012, Il mène l'enquête avec Edgar Allan Poe dans L'Ombre du mal (The Raven) et incarne l'horreur dans No One Lives, pour ce long métrage, il incarnait pour la première fois le personnage principal. Ces deux productions passent, en revanche, inaperçues,, en plus d'une mauvaise réception critique,.
Il était prévu qu'il joue le rôle de Julian dans Only God Forgives la même année, mais il s'est désisté pour le tournage du Hobbit. En effet, Peter Jackson le choisit pour incarner Bard l'Archer dans les deux derniers volets de la saga : Le Hobbit : La Désolation de Smaug (2013) et Le Hobbit : La Bataille des Cinq Armées (2014). Ces deux blockbusters sont des grands succès au box-office,.
Dans le même temps, il incarne l'ex-militaire Owen Shaw, le principal antagoniste de Fast and Furious 6. Un autre important succès de l'année au box-office.
Vers juin 2013, Luke Evans annonce qu'il jouera dans le remake de The Crow en reprenant le rôle de Brandon Lee. Pourtant en janvier 2015, il annonce qu'il se retire du projet.

#### Tête d'affiche et blockbusters

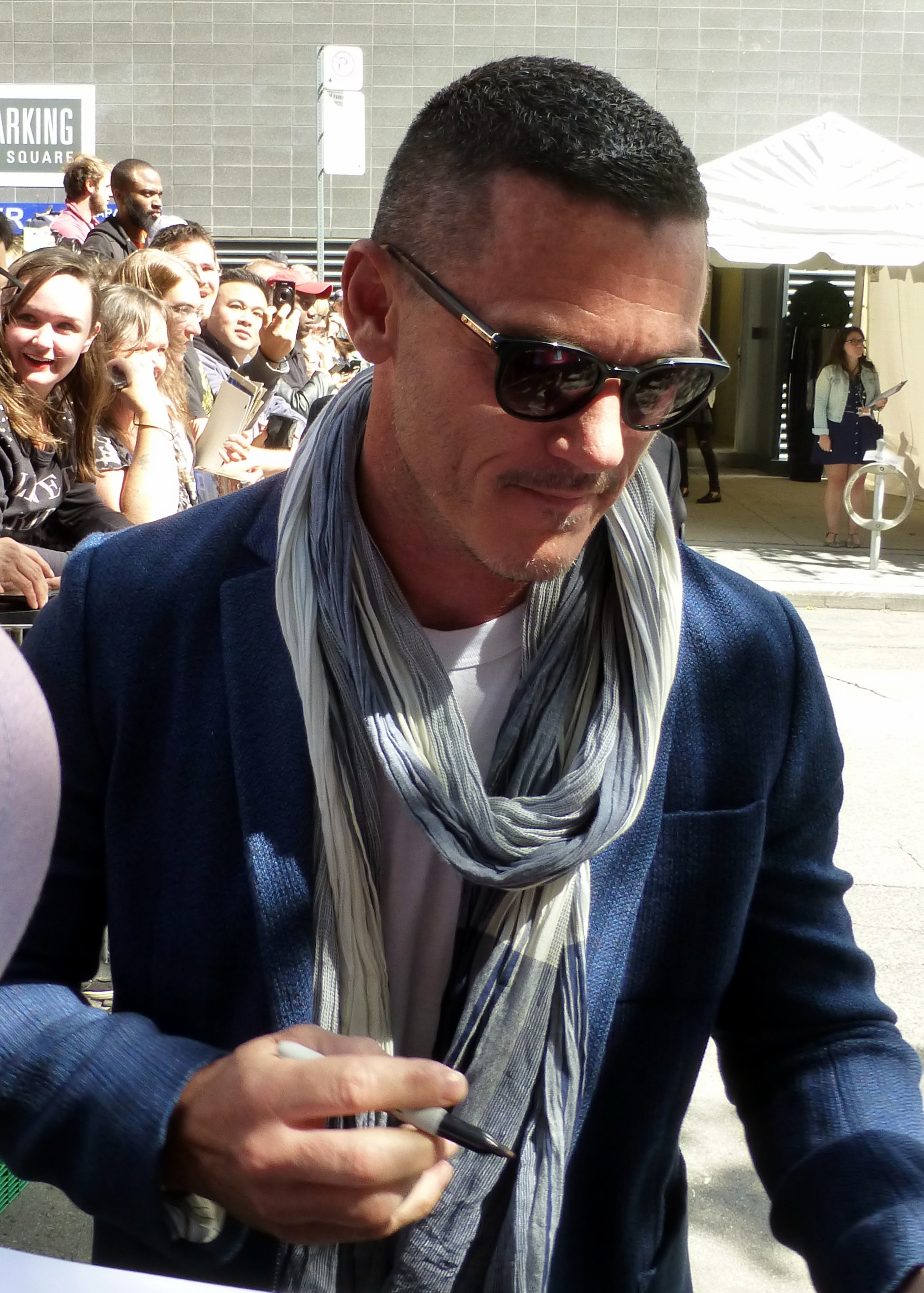
Au Festival international du film de Toronto 2015 pour la présentation du film High-Rise.

En 2013, il séduit dans la mini-série britannique The Great Train Robbery dans laquelle il partage la vedette aux côtés de Jim Broadbent. Ce qui lui vaut une proposition au prix du meilleur acteur dans une mini-série lors du Festival de télévision de Monte-Carlo 2014.
En 2014, il incarne Vlad III l'Empaleur alias Dracula dans le film Dracula Untold de Gary Shore, aux côtés de Dominic Cooper, Sarah Gadon ainsi que Charles Dance. Ce long métrage qui lui permet de tenir la vedette est cependant tièdement accueilli mais largement rentabilisé.
En 2015, il incarne Wilder dans High-Rise de Ben Wheatley aux côtés de Tom Hiddleston. Ce film de science-fiction britannique est l'adaptation de la satire sociale I.G.H. (High Rise) écrite par J. G. Ballard en 1975. Salué par les critiques, son interprétation lui vaut une proposition pour le British Independent Film Awards du meilleur acteur dans un rôle secondaire. La même année, il retrouve le personnage d'Owen Shaw pour Fast and Furious 7. Un rôle qui lui permet de renouer avec les hauteurs du box-office.
C'est ainsi qu'en 2016, l'acteur accepte des seconds rôles dans deux productions exposées : D'abord le thriller Message from the King porté par Chadwick Boseman et le film noir remarqué La Fille du train qui met en vedette Emily Blunt.
En 2017, il rencontre deux colossaux succès au box-office. Il incarne Gaston dans le film La Belle et la Bête aux côtés d'Emma Watson, basé et inspiré du film d'animation de Walt Disney Pictures. Un succès planétaire et le film musical le plus lucratif de tous les temps. Ce rôle lui permet de remporter sa première récompense, un Teen Choice Awards. La même année, il rempile pour Fast and Furious 8 dont les résultats confirment l'engouement du grand public autour de cette série de films très lucrative.

#### Diversification et télévision

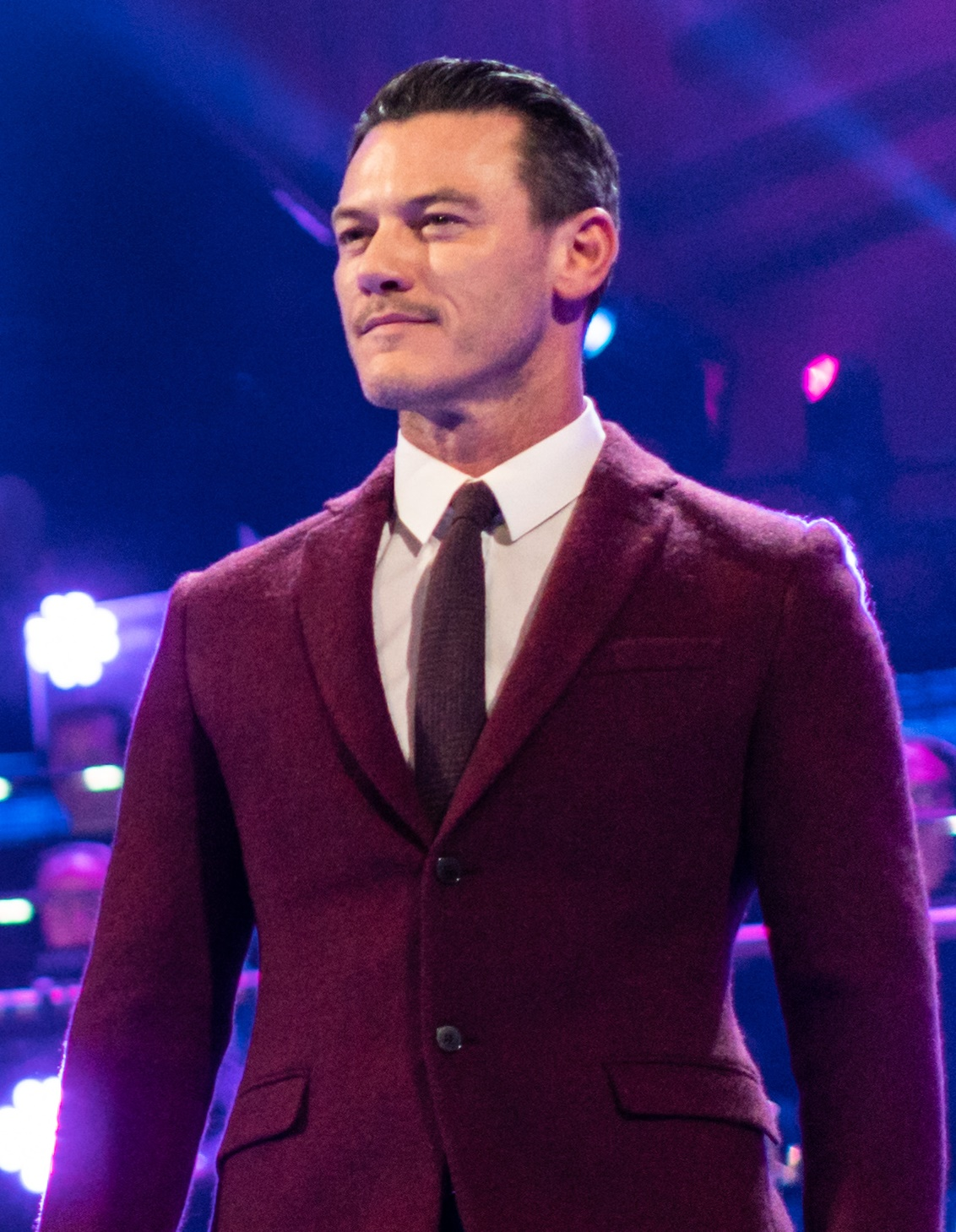
En 2018, lors de la soirée organisée en l'honneur de l'anniversaire de la reine Élisabeth II au Royal Albert Hall.

Malgré ses succès successifs, l'acteur s'éloigne progressivement des grosses productions.
En 2018, il incarne le créateur de la super héroïne Wonder Woman dans le film My Wonder Women. En dépit d'une certaine controverse à sa sortie, ce drame indépendant est salué par la presse.
La même année, il défend le thriller anglais à huis clos Outfall aux côtés de Kelly Reilly ainsi que le drame State Like Sleep, secondant les comédiens Katherine Waterston et Michael Shannon.
Mais il porte surtout la série L'Aliéniste, donnant la réplique à l'Allemand Daniel Brühl et à l'Américaine Dakota Fanning. La série, basée sur le livre du même nom de Caleb Carr, se déroule en 1896, dans les rues grouillantes de New-York, ravagées par un tueur en série qui s'en prend à des adolescents prostitués. Le show est salué et se retrouve en lice pour les prestigieux Golden Globe de la meilleure mini-série ou du meilleur téléfilm et Primetime Emmy Award de la meilleure mini-série ou du meilleur téléfilm. Il est aussi récompensé par l'Art Directors Guild Award pour contribution exceptionnelle à l'imagerie cinématique.
Le programme est également soutenu par le public, ayant réalisé d'excellents scores d'audiences aux États-Unis, et ce de fait, renouvelé pour une seconde saison, sous un titre différent, The Angel of Darkness.
En 2019, il participe à la production d'Octavia Spencer, Ma, un thriller d'horreur dans lequel l'actrice oscarisée joue le premier rôle. Avec un budget minimal de 5 millions de dollars, le film est un large succès au box-office. La même année, il continue de s'éloigner des films à gros budget et donne la réplique aux actrices Yvonne Strahovski et Noomi Rapace dans le drame Angel of Mine.
Il fait cependant un écart pour l'ambitieux Anna, un thriller français écrit, produit et réalisé par Luc Besson dans lequel il incarne le premier rôle masculin et donne la réplique à la jeune Sasha Luss.
Toujours en 2019, il rejoint une distribution internationale, et retrouve pour l'occasion Gemma Arterton pour la troisième fois, dans la comédie d'action Murder Mystery de Netflix. Une production aussi portée par Jennifer Aniston, Adam Sandler et Dany Boon, qui signe un record de visionnage pour la plateforme. La même année, il joue sous la direction de Roland Emmerich pour le film de guerre attendu Midway, aux côtés de Nick Jonas, Dennis Quaid et Mandy Moore. Cette production suit l'histoire des marins et des aviateurs de l'United States Navy qui ont pris part à la bataille de Midway. Avant cela, il partage la vedette du remake australien du film français L'Empreinte de l'ange aux côtés de Noomi Rapace et Yvonne Strahovski,, intitulé Angel of Mine.

### Vie privée
De 2012 à 2016, il a partagé la vie du mannequin et acteur espagnol Jon Kortajarena,,.
En 2018 et 2019, il fréquente l'acteur colombien Victor Turpin.
D'août 2019 à janvier 2021, il est en couple avec Rafael Olarra, directeur artistique argentin.
Depuis 2021, il partage la vie de l'architecte et entrepreneur espagnol Fran Thomas. Accompagnés du styliste et consultant créatif Christopher Brown, ils lancent en 2024 la ligne de vêtements BDXY.

## Théâtre
Sauf indication contraire ou complémentaire, les informations mentionnées dans cette section proviennent de la base de données IMDb.
- 2000 : La Cava : Theo Perez
- 2002-2003 : Taboo : Billy James
- 2006 : Avenue Q
- 2007-2008 : Rent : Roger
- 2008 : Small Change : Vincent
- 2008 : Piaf : Jean / Raymond / Yves
- 2009-2010 : Avenue Q
- 2023 : Backstairs Billy de Marcelo Dos Santos, mise en scène de Michael Grandage, Duke of York's Theatre, Londres

## Filmographie

### Cinéma

#### Longs métrages
- 2003 : Taboo de Christopher Renshaw : Billy (direct-to-video)
- 2010 : Sex & Drugs & Rock & Roll (film) (en) de Mat Whitecross : Clive Richards
- 2010 : Le Choc des Titans (Clash of the Titans) de Louis Leterrier : Apollon
- 2010 : Robin des Bois (Robin Hood) de Ridley Scott : le shérif Thug
- 2010 : Tamara Drewe de Stephen Frears : Andy Cobb
- 2011 : Blitz de Elliott Lester : Craig Stokes
- 2011 : Les Trois Mousquetaires (The Three Musketeers 3-D) de Paul W. S. Anderson : Aramis
- 2011 : Flutter de Giles Borg : Adrian
- 2011 : Les Immortels (Immortals) de Tarsem Singh : Zeus
- 2012 : L'Ombre du mal (The Raven) de James McTeigue : l'inspecteur Emmett Fields
- 2012 : No One Lives de Ryūhei Kitamura : le chauffeur
- 2012 : Ashes (en) de Mat Whitecross : JB
- 2013 : Fast and Furious 6 de Justin Lin : Owen Shaw
- 2013 : Le Hobbit : La Désolation de Smaug (The Hobbit: The Desolation of Smaug) de Peter Jackson : Bard l'Archer
- 2014 : Dracula Untold de Gary Shore : Vlad III Tepes / Dracula
- 2014 : Le Hobbit : La Bataille des Cinq Armées (The Hobbit: The Battle of the Five Armies) de Peter Jackson : Bard l'Archer
- 2015 : Fast and Furious 7 (Furious 7) de James Wan : Owen Shaw
- 2015 : High-Rise de Ben Wheatley : Wilder
- 2016 : Message from the King de Fabrice Du Welz : Wentworth
- 2016 : La Fille du train (The Girl on the Train) de Tate Taylor : Scott Hipwell
- 2017 : La Belle et la Bête (Beauty and the Beast) de Bill Condon : Gaston
- 2017 : Fast and Furious 8 (The Fate of the Furious) de F. Gary Gray : Owen Shaw
- 2017 : My Wonder Women (Professor Marston and The Wonder Women) d'Angela Robinson : William Moulton Marston
- 2018 : Outfall (10x10) de Suzi Ewing : Lewis
- 2018 : State Like Sleep (en) de Meredith Danluck : Emile
- 2019 : Ma de Tate Taylor : Ben
- 2019 : Murder Mystery de Kyle Newacheck : Charles Cavendish
- 2019 : Anna de Luc Besson : Alex Tchenkov
- 2019 : Angel of Mine de Kim Farrant : Mike
- 2019 : Midway de Roland Emmerich : le commandant Clarence Wade McClusky
- 2019 : StarDog et TurboCat de Ben Smith : Felix (voix)
- 2021 : Crisis de Nicholas Jarecki : Dr. Bill Simons
- 2022 : Pinocchio de Robert Zemeckis : le cocher
- 2022 : Scrooge : Un (mé)chant de Noël (Scrooge: A Christmas Carol) de Stephen Donnelly : Scrooge (voix)
- 2023 : Notre fils (en) (Our Son)  de Bill Oliver : Nicky
- 2023 : L'Effet veuf (Good Grief) de Dan Levy : Oliver
- 2024 : 5lbs of Pressure de Phil Allocco : Adam
- 2024 : Week-end à Taipei (Weekend in Taipei) de George Huang (en) : John Lawlor
- 2025 : World-Breaker de Brad Anderson

#### Courts métrages
- 2009 : Don't Press Benjamin's Buttons de Craig Robert Young : le père de Benjamin
- 2010 : Cowards and Monsters de Tristan Goligher : Paul
- 2015 : Fast & Furious: Supercharged (en) de Thierry Coup : Owen Shaw

### Télévision

#### Séries télévisées
- 2013 : The Great Train Robbery, créée par Chris Chibnall, réalisé par Julian Jarrold et James Strong (mini série) : Bruce Reynolds
- 2016 et 2018 : Robot Chicken (deux épisodes) : Wolverine / Pinocchio et James Bond / Scott Hipwell (voix)
- 2018-2020 : The Alienist : Angel of Darkness (The Alienist), créée par Caleb Carr : John Moore
- 2020-2021 : Crossing Swords, créée par John Harvatine IV et Tom Root : Roi Merriman (voix)
- 2021 : The Pembrokeshire Murders de Marc Evans (mini série) : Steve Wilkins
- 2021 : Nine Perfect Strangers de Jonathan Levine (mini série) : Lars
- 2022-2023 : Echo 3 de Mark Boal : Alex ''Bambi'' Chesborough
- 2024 : The Way : Hogwood
- 2025 : Criminal : Tracy Lawless
- 2025 : Beauty & The Beast (mini-série) : Gaston

#### Clip vidéo
- 2017 : England Lost de Mick Jagger, réalisé par Saam Farahmand : l'homme qui court

## Discographie

### Album
- 2019 : At Last (BMG)
- 2022 : A Song For You (BMG)

### Singles et EP
- 2019 : Show Me Heaven (BMG Rights Management)
- 2019 : Changing (BMG Rights Management)
- 2019 : Love Is a Battlefield (BMG Rights Management)

## Distinctions
Sauf indication contraire ou complémentaire, les informations mentionnées dans cette section proviennent de la base de données IMDb.

### Récompenses
- 19e cérémonie des Teen Choice Awards 2017 : meilleur méchant dans un film pour La Belle et la Bête

### Nominations
- Acapulco Black Film Festival 2014 : meilleure distribution pour Fast and Furious 6[41]
- Festival de télévision de Monte-Carlo 2014 : meilleur acteur dans une mini-série pour The Great Train Robbery
- British Independent Film Awards 2015 : meilleur acteur dans un second rôle pour High-Rise
- MTV Movie & TV Awards 2017 : meilleur duo pour La Belle et la Bête, nomination partagée avec Josh Gad
- 19e cérémonie des Teen Choice Awards (2017) : meilleur pétage de plombs dans un film pour La Belle et la Bête

## Voix francophones
En France,  Boris Rehlinger et Raphaël Cohen sont les voix les plus régulières de Luke Evans. Cédric Dumond l'a également doublé à cinq reprises.
Au Québec, Louis-Philippe Dandenault est la voix québécoise régulière de l'acteur.
En France
| - Boris Rehlinger dans : - High-Rise - Message from the King - L'Aliéniste (série télévisée) - Murder Mystery - Angel of Mine - Midway - Echo 3 (en) (série télévisée) - Notre fils (en) - Week-end à Taipei - Raphaël Cohen dans : - Blitz - Les Immortels - L'Ombre du mal - Fast and Furious 6 - Dracula Untold - Fast and Furious 7 - Fast and Furious 8 - L'Effet veuf (en) - Cédric Dumond dans : - Le Choc des Titans - Le Hobbit : La Désolation de Smaug - Le Hobbit : La Bataille des Cinq Armées - Lego Le Hobbit (jeu vidéo) - Nine Perfect Strangers (mini-série) | - Marc Arnaud dans : - La Belle et la Bête (voix parlée) - Pinocchio - Julien Mior dans : - La Belle et la Bête (voix chantée) - Scrooge : Un (mé)chant de Noël (voix chantée) Et aussi - Thibault de Montalembert dans Tamara Drewe - Dimitri Rataud dans Les Trois Mousquetaires - Jean-Philippe Puymartin dans La Fille du train - Olivier Bony dans Ma - Jérémie Covillault dans Anna - Pierre Lognay dans The Pembrokeshire Murders (mini-série) - Serge Faliu dans Scrooge : Un (mé)chant de Noël (voix parlée) |

Au Québec
| - Louis-Philippe Dandenault dans : - Les Immortels - Le corbeau - Rapides et dangereux 6 - Dracula inédit - La Fille du train - Le Destin des Dangereux - Ma - Anna - Crises | Et aussi - Frédérik Zacharek dans Blitz - Christian Perreault dans La Belle et la Bête - Jean-François Beaupré dans Midway |